# Quatre de couple masculin aux Jeux olympiques d'été de 2008
 (mars 2025).
Si vous disposez d'ouvrages ou d'articles de référence ou si vous connaissez des sites web de qualité traitant du thème abordé ici, merci de compléter l'article en donnant les références utiles à sa vérifiabilité et en les liant à la section « Notes et références ».
Pour un article plus général, voir Aviron aux Jeux olympiques d'été de 2008.
Navigation
Athènes 2004 Londres 2012
L'épreuve masculine de quatre de couple masculin aux Jeux olympiques de 2008 s'est déroulée du 10 au 17 août 2008 sur le parc aquatique olympique de Shunyi.

## Résultats
| Épreuves                         | Or                                                                           | Argent                                                                        | Bronze                                                                          |
| -------------------------------- | ---------------------------------------------------------------------------- | ----------------------------------------------------------------------------- | ------------------------------------------------------------------------------- |
| Quatre sans barreur poids légers | Pologne- Konrad Wasielewski - Marek Kolbowicz - Michał Jeliński - Adam Korol | Italie- Luca Agamennoni - Simone Venier - Rossano Galtarossa - Simone Raineri | France- Jonathan Coeffic - Pierre-Jean Peltier - Julien Bahain - Cédric Berrest |

### Tour préliminaire (10/08/2008)

#### 1ertouréliminatoire
| Rang | Pays               | Temps         |
| ---- | ------------------ | ------------- |
| 1    | Australie          | 5 min 36 s 20 |
| 2    | Italie             | 5 min 36 s 42 |
| 3    | Russie             | 5 min 39 s 18 |
| 4    | Estonie            | 5 min 42 s 22 |
| 5    | République tchèque | 6 min 00 s 98 |

#### 2etouréliminatoire
| Rang | Pays        | Temps         |
| ---- | ----------- | ------------- |
| 1    | Pologne     | 5 min 38 s 76 |
| 2    | France      | 5 min 41 s 75 |
| 3    | Biélorussie | 5 min 43 s 73 |
| 4    | Cuba        | 5 min 44 s 68 |

#### 3etouréliminatoire
| Rang | Pays       | Temps         |
| ---- | ---------- | ------------- |
| 1    | Ukraine    | 5 min 40 s 11 |
| 2    | Allemagne  | 5 min 43 s 48 |
| 3    | États-Unis | 5 min 45 s 77 |
| 4    | Slovénie   | 5 min 57 s 02 |

### Repêchage (12/08/2008)
| Rang | Pays               | Temps         |
| ---- | ------------------ | ------------- |
| 1    | Estonie            | 6 min 01 s 46 |
| 2    | Cuba               | 6 min 03 s 56 |
| 3    | République tchèque | 6 min 04 s 95 |
| 4    | Slovénie           | 6 min 12 s 64 |

### Demi-Finale (14/08/2008)

#### 1redemi-finale
| Rang | Pays               | Temps         |
| ---- | ------------------ | ------------- |
| 1    | Pologne            | 5 min 51 s 29 |
| 2    | Australie          | 5 min 52 s 93 |
| 3    | Allemagne          | 5 min 53 s 56 |
| 4    | République tchèque | 5 min 56 s 38 |
| 5    | Russie             | 5 min 59 s 56 |
| 6    | Biélorussie        | 6 min 06 s 80 |

#### 2edemi-finale
| Rang | Pays       | Temps         |
| ---- | ---------- | ------------- |
| 1    | Italie     | 5 min 51 s 20 |
| 2    | États-Unis | 5 min 52 s 81 |
| 3    | France     | 5 min 53 s 04 |
| 4    | Estonie    | 5 min 54 s 57 |
| 5    | Ukraine    | 6 min 03 s 71 |
| 6    | Cuba       | 6 min 04 s 99 |

### Finale (17/08/2008)
| Rang | Pays       | Temps         |
| ---- | ---------- | ------------- |
| 1    | Pologne    | 5 min 41 s 33 |
| 2    | Italie     | 5 min 43 s 57 |
| 3    | France     | 5 min 44 s 34 |
| 4    | Australie  | 5 min 44 s 68 |
| 5    | États-Unis | 5 min 47 s 64 |
| 6    | Allemagne  | 5 min 50 s 96 |

## Note
- Cet article est partiellement ou en totalité issu de l'article intitulé « Résultats détaillés des épreuves d'aviron aux Jeux olympiques d'été de 2008 » (voir la liste des auteurs).